# Moby Dick (Chabouté)
Pour les articles homonymes, voir Moby Dick.
Moby Dick est une bande dessinée française réalisée par Christophe Chabouté en 2014, d'après le roman éponyme de Herman Melville. L'adaptation est fidèle à l'histoire originale, en conservant même le texte original. Le roman graphique est en noir et blanc, sans graticule ni dégradé. Les dessins de Chabouté fonctionnent principalement avec le contraste entre la lumière et l'ombre. L'édition française a été publiée en 2014 par Vents d'Ouest. En 2018, l'édition nord-américaine du livre, publiée par Dark Horse Comics l'année précédente, a été nommée pour les Eisner Awards dans les catégories "meilleure adaptation d'un autre médium" et "meilleur auteur/artiste". La même année, l'édition brésilienne, publiée par l'éditeur Pipoca & Nanquim, remporte le Troféu HQ Mix dans les catégories "meilleure adaptation pour la bande dessinée" et "meilleure édition spéciale étrangère",,,,,,,,,.